# 沃爾特·諾沃特尼
沃爾特·諾沃特尼（Walter Nowotny，1920年12月7日—1944年11月8日），是第二次世界大戰期間德國空軍第5號王牌飛行員，在442次任務中共擊落258架敵機，其中255架是蘇聯飛機。

## 生平
出生於奧地利的格明德（Gmünd），於1939年加入德國空軍，於維也納第5戰鬥機飛行學校（Jagfliegerschule 5）受訓。1941年2月以少尉軍銜加入派駐東線的第54聯隊（Jagdgeschwader 54）。
7月19日於愛沙尼亞上空取得首個戰績，擊落兩架波里卡波夫（Polikarpov）I-153戰鬥機，回航途中被蘇軍王牌亞力山大·阿維迪夫（Alexandr Avdeev）擊落，跳傘後落在波羅的海里加灣，在救生艇上漂流了3天才獲救。1941年底，他已經取得10架戰績。
1942年，諾沃特尼繼續取得佳績，7月其中1天擊落了5架敵機，8月2日更擊落了8架之多。8月11日他再次被擊落，迫降時受了重傷。9月時總計擊落了56架敵機，獲授與騎士鐵十字勳章。10月獲任命為中隊長（Staffelkapitän）。
1943年，諾沃特尼的戰績以前所未有的速度增加，平均每1天擊落兩架，3月擊落第75架敵機，6月擊落41架敵機，衝破100架大關。8月擊落49架敵幾，晉升為中尉（Oberleutnant）並獲任命為大隊長（Gruppenkommandeur）。9月1日他在兩次任務中擊落10架敵機。9月8日擊落第200架敵機，獲授與橡葉騎士鐵十字勳章，幾周後再獲授與橡葉帶劍騎士鐵十字勳章。
1943年10月14日，諾沃特尼成為第1個擊落250架敵機的人，獲授與鑽石橡葉帶劍鐵十字勳章，是第8個獲受此等榮譽的人的，當時年僅22歲。之後被調離前線去參加一連串宣傳活動。此時，他擊落的255架敵機中，1943年就佔了196架。

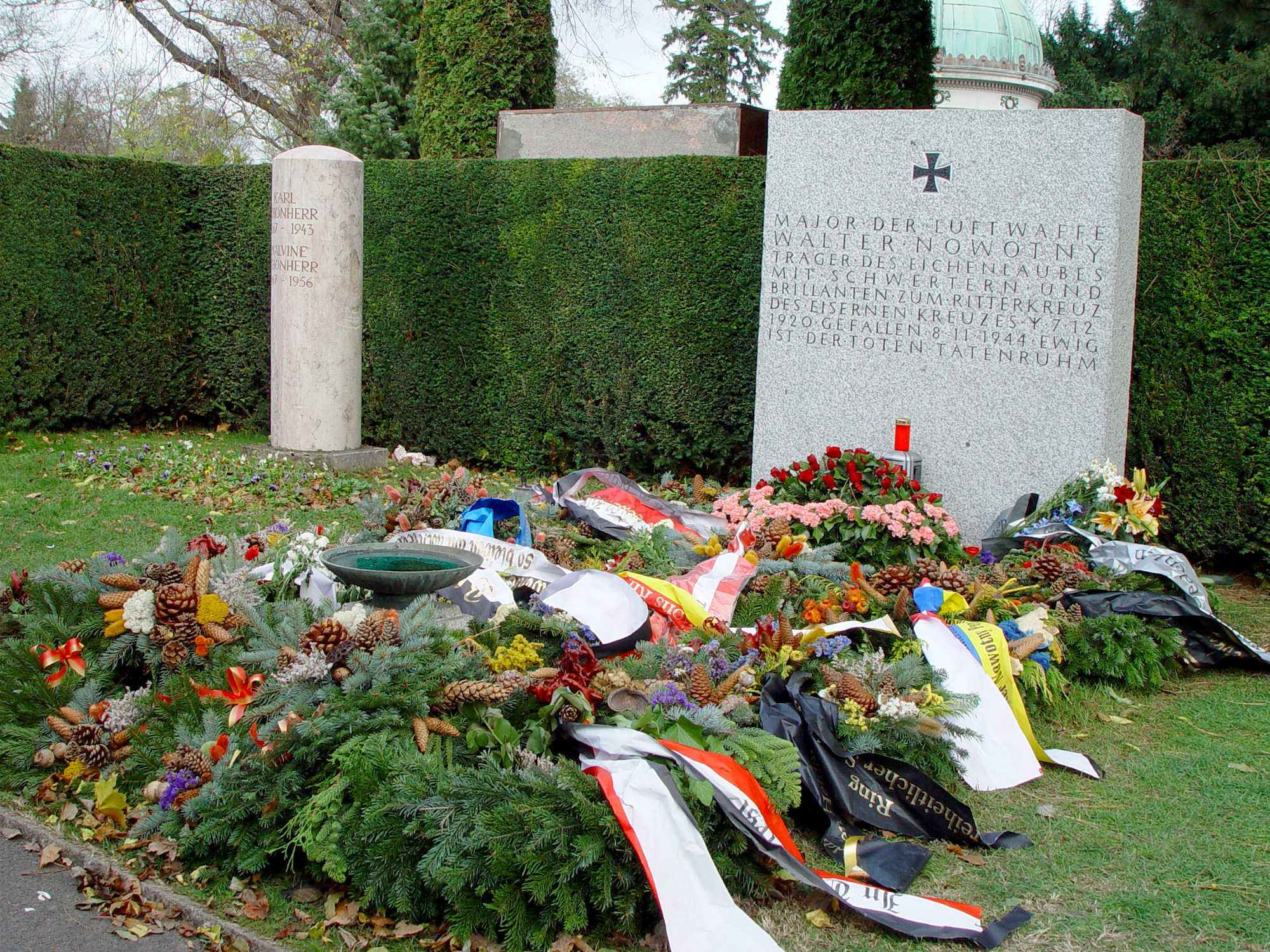
沃爾特·諾沃特尼在維也納的墓地

1944年4月起，諾沃特尼開始擔任第101戰鬥機訓練聯隊的司令官（Geschwaderkommodore）。1944年9月調任為諾沃特尼飛行隊（Kommando Nowotny）的司令官，飛行新式Me 262噴氣機，駐守在奧斯納布呂克（Osnabrück）附近。11月，諾沃特尼在一次任務中，其坐機引擎故障，被迫低速返航時被一架P-51戰鬥機擊斃，沃特尼飛行隊解散。陣亡前諾沃特尼擊落了3架敵機，包括兩架B-24轟炸機和1架P-51。
沃爾特。諾沃特尼安葬於維也納中央墓園，維也納當局為他立了一個榮譽墓碑。這個決定長期受到爭議，2004年維也納議會提案移除諾沃特尼的榮譽墓碑。

## 外部連結
- Aces of the Luftwaffe - Walter Nowotny bio and complete victory list （页面存档备份，存于）
- Lexikon-der-Wehrmacht.de - Walter Nowotny bio
- JG54greenhearts.com - Walter Nowotny bio
- Acepilots.com - Walter Nowotny bio （页面存档备份，存于）
- Ritterkreuzträger-1939-45.de - Walter Nowotny bio
- Walter Nowotny – Portrait einer umstrittenen Persönlichkeit （页面存档备份，存于）